# Josef Langenegger

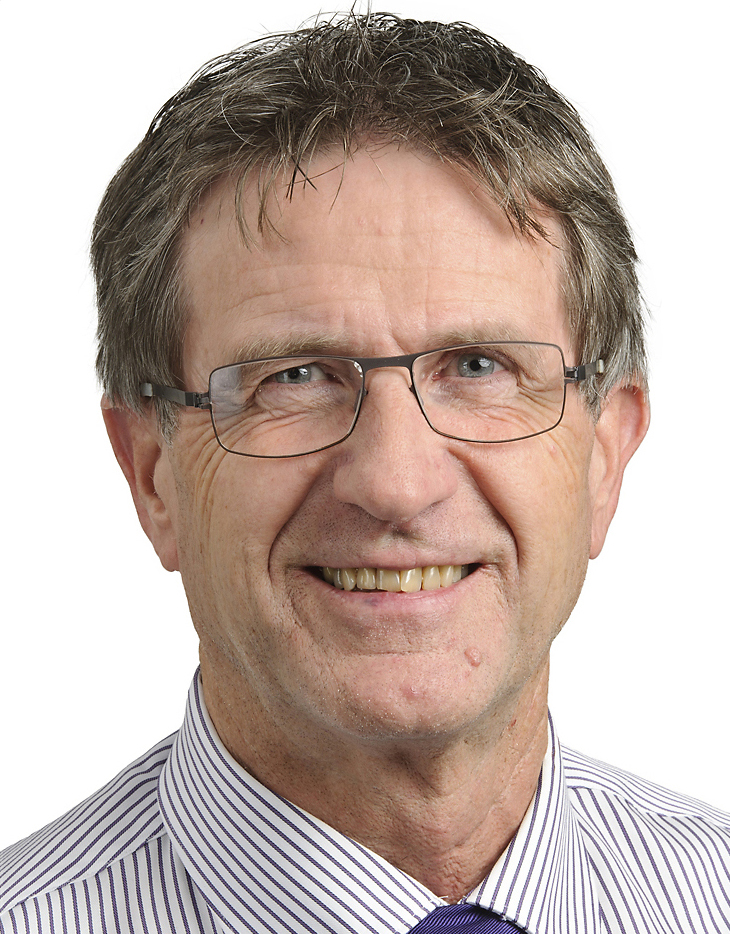
Josef Langenegger (2010)

Josef Langenegger (* 10. März 1949 in Steinen) ist ein Schweizer Manager und Politiker (FDP.Die Liberalen).

## Lebenslauf
Josef Langenegger schloss 1974 an der Hochschule Luzern sein Studium als Elektroingenieur ab. Später liess er sich berufsbegleitend zum Betriebswirtschafter NDS ausbilden. Er wohnt in Malters.

## Beruf
Langenegger arbeitete von 1974 bis 1984 bei der Firma Bell, Maschinenfabrik in Kriens, wo er Projektleiter für die elektrischen Steuerungen von Produktionsanlagen für die Herstellung von Asbestzement- und Pappenprodukten war. Von 1984 bis 2001 war er bei den Centralschweizerischen Kraftwerken (CKW) in Luzern tätig. Bis 1990 war er dort verantwortlich für die Anwendungstechnik, 1990 wurde er als Vizedirektor zum Leiter der Energiewirtschaft gewählt. 2001 wurde er zum Geschäftsleiter der SBB Brünigbahn (Luzern–Interlaken Ost) ernannt. Er war massgeblich an der Fusion der Brünigbahn mit der Luzern-Stans-Engelberg-Bahn (LSE) beteiligt. Ab 2005 bis 2011 war er Geschäftsführer der daraus entstandenen Zentralbahn (zb).
2011 ging Josef Langenegger vorzeitig in Pension und engagiert sich seither in mehreren Verwaltungsräten.

## Politik
Josef Langenegger engagierte sich in seiner Wohngemeinde Malters unter anderem als Präsident der Schulpflege. Von 2005 bis 2015 war er Mitglied des Luzerner Kantonsrates.
Von 2008 bis 2014 war Josef Langenegger Mitglied der Geschäftsleitung der FDP.Die Liberalen des Kantons Luzern, wo er das Ressort Liberale Umwelt leitete. Von 2013 bis 2014 war er Vizepräsident der FDP.Die Liberalen des Kantons Luzern.